# Raionul Hmilnîk, Vinița
Hmilnîk (în ucraineană Хмільницький район, transliterat: Hmilnîțkîi raion) este un raion în regiunea Vinița, Ucraina. Are reședința la Hmilnîk.
Are o suprafață de 3.701,1 km². Populația este de 180.732 locuitori, determinată în 1 ianuarie 2022, prin bilanț demografic[*].